# 樞密令
，是一些國家（特別是英聯邦王國）的立法途徑。
樞密令與樞密院令（Order of Council）有所不同，前者是由英皇會同樞密院制定，後者則由樞密院自行制定，且毋須御准。

## 實行情況
樞密令制定方式主要有二：皇家特權或國會法令。
以英國為例，樞密院同意樞密令後會提呈君主（即英皇會同樞密院），最後以君主名義正式制定樞密令。至於在加拿大，聯邦樞密令則由加拿大枢密院以總督名義制定；各省的樞密令則由省行政局以省督會同行政局名義制定；其他地方則由行政局以總督（省／州督）名義制定樞密令（即總督（省／州督）會同行政局等）。
在新西蘭，除了國會法令外，行政局可以透過制定和通過樞密令，讓政府的決策得以生效及具法律效力。

### 皇權樞密令
根據皇家特權所制定的樞密令均屬委任立法，其權力非來自任何的法規，惟國會法令可以修改命令。隨年月逝去，法律逐漸涵蓋皇權的範圍，因此逐漸少會動用，僅餘的皇權樞密令主要牽涉公務員（如公務員常規）、任命國營企業首長、處理英國海外領土政務、任命英格蘭教會教職人員、或處理國際關係。
樞密令傳統上亦讓首相作政治任命，或以法令形式頒佈簡單法律；更可在緊急時繞過一般國會程序，直接頒佈樞密令而立法。若果這些緊急立法在緊急狀態結束後依然生效，則會透過普通立法程序後補通過。不過在英國，此等權力已被《民事應急法令》所取代。
根據《2006年威爾斯政府法令》，威爾斯議會措施是經由類似皇權樞密令的命令而獲御准。
另外，英國的樞密令有時可繞過國會，而實際推翻法院就英國海外領土的裁決。而適用於聯合王國的裁決只可由更高級的上訴法院或國會法令推翻。而英聯邦其他國家的內閣或行政局則會使用樞密令，批准毋須議會同意的施政決定。
外界一直以為皇權樞密令屬於主體法律，因而不容司法覆核，直至1985年的《公務員工會評議會訴公務員事務部長》一案中，裁定牽涉國家安全等的樞密令可被覆核。

### 法書樞密令
另一種情況下的樞密令是法定文書，但比普通法定文書有更多正式手續。法書樞密令通常用在較為重要的附屬立法，需要向國會兩院提交審議，並可依據議會決議被作廢或通過。
此種樞密令近年更為常見，例如《1998年蘇格蘭法令》就說明樞密令草擬文本可在某些情況下提交蘇格蘭議會，而毋須交由英國國會審議。2007年起，威爾斯議會的法律亦會經由獲議會通過的樞密令制定。1972年至2007年期間，由於英廷直接管治北愛爾蘭，因此大部分法律都是透過樞密令制定，當中依據的是北愛爾蘭法令而非憑藉皇家特權。
法書樞密令格式大多為「依據（主體法律相關條文），陛下參照樞密院意見並獲得該院同意後，謹此命令：」

## 爭議
英國和加拿大政府曾經多次動用樞密令，及後引起爭議。

### 加拿大
大英帝國加入第一次世界大战後，加拿大制定樞密令，下令登記擁有「敵國國籍」的外國人，部分情況下甚至可以拘留他們。最終，在1914年至1920年期間，有8,579位「敵國外國人」被送入拘留營。
1988年11月21日，加拿大政府透過樞密令成立美國運通加拿大銀行，但當時的聯邦的銀行政策一般都不批准外國公司成立附屬機構。
2004年7月和2006年8月，加拿大政府兩度制定樞密令，均以國家安全為由，拒絕向曾被美國拘留在关塔那摩湾的阿卜杜阿曼·卡特簽發護照。第一次的樞密令被司法覆核後，遭到聯邦法院推翻，因為國家安全並非拒發護照的理由之一。但之後國會通過修改《加拿大護照令》，將國安列入拒發理由。
2017年7月，加拿大政府褫奪前納粹口譯員希默·奧巴蘭德的加拿大國籍。2020年5月1日，加拿大政府禁止1,500個被認為屬「軍方級突擊式」槍械種類和超過2,200個次種類，回應新斯科細亞槍擊案。

### 英國
2004年，英國法院裁定，驅逐查戈斯人離開英屬印度洋領地屬於非法。但英國政府制定兩條樞密令，推翻有關裁決，並永遠禁止查戈斯人回鄉。2006年，高等法院裁定樞密令屬非法，裁決指出「大臣可以透過樞密令驅逐一塊英國海外領土所有人口的提議，對我們而言是抵觸大臣所言的『和平、秩序及善政』」。英國政府及後上訴至上訴法院但被駁回，裁決指出政府大臣在無約束下作出非法決定。英廷繼而再上訴至上議院，最終成功推翻高院和上訴庭裁決。常任上訴法官在《女皇訴外交及聯邦事務大臣，彭高單方面（第2號）》中裁定，依據皇權制定而為殖民地立法的樞密令法律效力可被司法覆核，但不是由法庭裁定內閣大臣所作的是否有助英屬印度洋領地的和平、秩序和善政。法庭考慮到安全和安置費用後並基於事實，認為樞密令非溫士巴利式不合情理。後來歐洲人權法院亦拒絕受理查戈斯人的上訴。

## 外部連結
- 樞密令
  - 2000年10月起，聯合王國
    - 北愛爾蘭 （页面存档备份，存于）

  - 1867年至1910年期間，加拿大 （页面存档备份，存于）
    - 亞伯達 （页面存档备份，存于）
    - 卑詩 （页面存档备份，存于）
    - 緬尼托巴 （页面存档备份，存于）
    - 諾華斯高沙 （页面存档备份，存于）
    - 沙斯卡寸旺 （页面存档备份，存于）
- 皇后大學：加拿大樞密令概覽